# Voltaj
Voltaj este o formație românească de muzică rock/pop. În anul 2005 trupa a câștigat premiul pentru „Cea mai bună prestație a unei trupe românești“ la MTV Europe Music Awards. În 2015 Voltaj a reprezentat România la Concursul Muzical Eurovision cu piesa „De la capăt”, în finală clasându-se pe locul 15 din 27 de țări.

## Istorie

#### Prima componență
Înființată în septembrie 1982, trupa Voltaj a avut o personalitate prea puternică pentru regimul comunist, reprezentând pentru unii un pericol social. Unul din fondatorii trupei, chitaristul Adrian George Ilie, povestește pe blogul personal împrejurările înființării trupei, după plecarea din Cenaclul Flacăra:
„Am plecat din Cenaclu și am făcut trupa cu Minculescu, pe care am numit-o Voltaj. Am avut mari succese cu acest grup. Ne simțeam descătușați de nemernicia Cenaclului, unde parcă eram niște fiare în cușcă.”—Adrian George Ilie – Blog personal

Voltaj în Club A, în 1982, în prima componență. De la stânga la dreapta: Adrian Ilie, Dan Cimpoeru, Nicky Dinescu, Cristian Minculescu, Horațiu Rad.

În afara fondatorilor Adrian Ilie (chitară, compozitor) și Cristian Minculescu (solist vocal) – ambii veniți de la Iris – prima formulă Voltaj este completată de Nicky Dinescu (baterie), Horațiu Rad (bas) și Dan Cimpoeru (chitară). În această componență este înregistrată în Radio prima piesă, „Nori de hârtie” (versuri de Stelian Tănase), care constituie capul de afiș al primului concert, ținut la Casa de Cultură „Mihai Eminescu” din București. Următoarele apariții scenice au în repertoriu piese de succes ca „Aceasta-i întrebarea” (versuri de Adrian Păunescu) și „Rock'n'Roll”, completate de hit-uri AC/DC, trupă foarte populară în epocă.
„A urmat în cele din urmă forțarea de a adera la cenaclul lui Păunescu, care știa că am actele de plecare din țară și ar fi putut să ne distrugă dacă nu ne duceam.”—Adrian George Ilie – Blog personal
Adrian Ilie, care între timp își depusese actele solicitând emigrarea în Statele Unite ale Americii, susține că trupa a fost apoi șantajată să intre în Cenaclul Flacăra al lui Adrian Păunescu.
În Cenaclu, formația Voltaj câștigă în profesionalism prin venirea lui Gabriel Nacu (chitară) în locul lui Dan Cimpoeru. Nacu fusese coleg cu Minculescu și în grupul Harap-Alb în perioada 1978–79. O altă modificare se produce prin înlocuirea lui Horațiu Rad cu Doru Borobeică (chitară bas), însă nici această formulă nu rezistă mult, deoarece în vara lui 1983, în cadrul unui concert la Arenele Romane cu Cenaclul Flacăra, Minculescu părăsește Voltaj-ul pentru a reveni la Iris.
La microfon, în locul lui Cristi Minculescu este adusă Sanda „Zizi” Lăcătușu, cu care trupa continuă să cânte în turneele Cenaclului Flacăra. La terminarea turneului însă, Gabriel Nacu, Doru Borobeică și Sanda Lăcătușu nu au mai continuat cu Voltaj. Adrian Ilie crede că „s-ar putea să fi fost obosiți de manevrele lui Păunescu, apoi ceva diferențe de optică apăruseră”. Aceste schimbări de componență par să fi determinat sfârșitul primei perioade Voltaj:
„Am reformat trupa și am plecat avându-l pe voce pe Geo. A fost însă o scurtă colaborare. Curând, obosit și rănit sufletește, aveam să cedez. Nu mai puteam continua din aceasta privință.”—Adrian George Ilie – Blog personal

#### Un nou început
Octombrie 1986 este considerat un nou început, odată cu apariția lui Cristi „Trântoru” Ilie ca solist, Amedeo Bolohoi la chitară, Dan Mateescu la bas, Doru „M.S.” Istudor la baterie. Ei se alătură chitaristului Adrian Ilie, singurul rămas din formula anterioară, care cântase între timp cu Iris, Jerry Schwartz, Valeriu Sterian și trupa Incognito. Iată cum descrie Doru „M.S.” Istudor reînființarea trupei:
„Deci în septembrie ne combinăm cu câțiva membri ai grupului Quartz și refacem Voltaj. Andrei Partoș consemnează în Săptămâna despre cele două zile de rock la Polivalentă, pe 18-19 octombrie 1986, unde am apărut alături de toate marile (și mai micile) trupe din țară: <<Adrian Ilie a apărut după o lună de repetiții intense la Casa de Cultură „Înfrățirea între popoare” cu grupul Voltaj, într-o formulă nouă: Dan Mateescu (bas), Ilie Cristian (solist vocal, dinamic), Doru Istudor (baterie) și Amedeo Bolohoi (chitară). Putem vorbi de o lansare promițătoare.>>”—Doru Istudor „M.S.” - Site-ul MS Metal
Organizatorii au oferit formației Voltaj, Premiul Teatrului Tănase. După concertul din octombrie de la Sala Polivalentă din București, Voltaj mai susține încă un concert în același loc, în decembrie. Apoi Adrian Ilie își anunță colegii de trupă că nu mai cântă. „Înțelege băi, gagiule, că nu mai vreau să fiu implicat în nimic!”, îi spune lui Doru Istudor. Ilie nu a mai avut aproape niciun contact cu trupa din acel moment.
În vara anului 1987, trupa încearcă să intre în studioul de înregistrări, dar este refuzată și la TVR și la Radio: „Ce cântați? Mda… Acum nu e nici un spațiu disponibil, etc”. Din fericire pentru Voltaj, apare Sorin Chifiriuc, care tocmai se întorsese dintr-un turneu cu Sfinx în Olanda, de unde cumpărase un banc de înregistrări Teac Tascam cu 4 canale. Cu condiția să-l plătească „în bere”, se împrumută un mixer, efecte, microfoane și, cu ajutorul lui Vali Andronescu, Voltaj înregistrează șase piese: „Arc peste timp”, „Zi de zi”, „Voi fi nou al tău”, „În calea norilor”, „Tu doar tu” și „Alerg (speed metal)”. Piesele sunt difuzate în august la emisiunea Metronom a Silviei Velicu și prezentate ca imprimări radio. Toate piesele vor intra în Top Săptămîna în cursul anului 1988.
Voltaj începe să întreprindă turnee prin țară. În decembrie 1987, la Slănic Moldova, Voltaj cântă alături de Divertis, Florian Pittiș (care făcea o istorie a rock-ului) și corul Song, condus de Ioan Luchian Mihalea.
Adrian George Ilie, care între timp nu mai avusese contacte cu trupa, participă la un ultim concert Voltaj la Polivalentă, în martie 1988, pe care îl califică drept „un show reușit”. În seara de 28 martie 1988, însoțit la Gara de Nord de Doru Istudor, Stelian Tănase și alți doi prieteni, Adrian Ilie părăsește România cu destinația Italia, ca escală înaintea stabilirii în SUA.
Tot în 1988, chitaristul Amedeo Bolohoi decide să plece din trupă și să reînființeze formația Quartz, fiind înlocuit de Manuel Savu. Trupa cântă în concerte  compoziții proprii, precum și preluări după Iron Maiden, Ozzy Osbourne, Gary Moore, Scorpions sau Van Halen.
Noi schimbări se produc la Voltaj în '88: Cristi Marinescu – chitară solo, Doru Borobeică – bas, Bogdan Cristea – solist vocal, Doru Istudor „M.S.” – baterie, Eugen Sălceanu „Brebu” – clape și Manuel Savu – chitară. Apoi, în timpul repetițiilor de la Ecran Club, Bogdan Stănescu îl înlocuiește pe Cristi „Porta” Marinescu, chemat de Eugen Sălceanu, Doru Borobeică și Manuel Savu. Doru Istudor nu e de acord cu această schimbare, așa că în vara aceluiași an apar pe Litoral trei formații purtând numele Voltaj:
- Voltaj 88, formată din Alex Tismanaru (voce), Eugen Sălceanu (clape), Doru Borobeică (bas), Andrei Alba (chitară) și Florin „Dog” Ionescu (baterie). Trupa cântă prin diverse localuri și petrece sezonul în Eforie Sud, beneficiind de repertoriul, sistemul PA și luminile formației Voltaj originale.
- Voltaj, alcătuită din Doru Istudor la baterie, Cristi Marinescu la chitară solo, Cristi „Zăpadă” Ioniță la voce, Lenți „Chewbacca” Cristea la bas și beneficiind de serviciile „unui talentat chitarist de cârciumă”[7]. Trupa face un repertoriu de piese într-o lună și închiriază un sistem PA și luminile de la Iris, plus cei 3 tehnicieni conduși de Vlad Gorcinski, deoarece Iris era „suspendată” în acea perioadă. Această formulă Voltaj cântă la restaurantul Marea Neagră din Neptun. Ulterior, Cristi Marinescu pleacă la Roșu și Negru.
- Voltaj, de fapt formația Quartz, căreia Amedeo Bolohoi îi schimbase numele doar pe perioada sezonului, pentru a atrage lume la restaurantul Modern din Mamaia.

Voltaj 88 fuzionează în septembrie cu trupa lui Amedeo Bolohoi, în formula: Cristi „Trântorul” Ilie (voce), Amedeo Bolohoi (chitară), Gabi „Porcus” Constantin (chitară), Marin Teodor (bas) și Florin Ionescu (baterie). Ulterior, Amedeo Bolohoi se retrage, fiind înlocuit de Vladimir „Grilă” Negoiescu. După atâtea schimbări de componență, trupa participă la diverse festivaluri și lansează un hit, „Cenușă și diamant”, care este difuzat la radio. În luna decembrie 1988, Voltaj cântă în stațiunea Slănic Moldova, unde este prezentat noul membru al trupei, basistul Valeriu „Prunus” Ionescu.
Prima apariție discografică are loc târziu, în 1996, la aproape 14 ani de la înființarea formației. „Nori de hârtie” și „Lumina” sunt piesele ce figurează pe compilația Unplugged România (cu Tavi Colen ca solist). Tot în 1996, în luna decembrie, este lansat primul album Voltaj, Pericol de moarte (cu Adrian Sârbu în locul lui Cristian Luca), la casa de discuri Roton. Albumul a fost bine primit de fani și specialiști, fiind în fapt o colecție de hituri ale trupei: „Lumina”, „Nori de hârtie”, „Arma ta”, „Cenușă și diamant”, „Ochii tăi”, etc.
Până în 1998, Voltaj se demarcă cu un sunet influențat de hard rock și heavy metal. Începând din acel an, grupul se orientează spre pop rock cu valențe electronice.

### Muzică electronică
În iulie 1998 are loc o schimbare esențială în componența trupei: apare Călin „Pictorul” Goia ca vocalist, la recomandarea lui Bobby Stoica, fost elev meritoriu al Școlii Vedetelor, a venit Gabi „Porkus” Constantinde ca chitarist, la bas prestează Vali „Prunus” Ionescu, la clape Bobby „Bobiță” Stoica, iar Paul „Pampon” Neacșu la baterie. Prima lor mișcare a fost aducerea în actualitate a unui hit Queen – „We Will Rock You”.
În februarie 1999, Voltaj a lansat primul maxi-single din istoria formației: „Asta-i viața”, urmat pe 12 iulie de lansarea albumului Risk Maxim 2.
A urmat numeroase concerte în țară, în săli și în aer liber, turnee pe litoral și festivaluri. În luna decembrie a aceluiași an, Voltaj a câștigat trofeul „Microfonul de Aur” pentru cel mai bun album rock.
Între timp, trupa a lansat albumul Bungee (2000) de pe care se remarca hit-ul „Albinuța” și apoi 3D (2001), care a adus în atenția publicului piese precum „20 de ani” sau „3D”.
În anul 2002, are loc și ultima schimbare de componenta în cadrul trupei: pentru că Pampon se pregătea să plece în străinătate, locul lui la baterie a fost luat de Oliver Sterian (fiul regretatului artist de muzică folk Valeriu Sterian), care a fost toboșar la trupa Bere Gratis.
În 2002 a fost lansat discul 424. Cifra reprezintă zilele trecute de la lansarea albumului 3D. Videoclipul single-ului „De mâine” reprezintă o alta reușită regizorială a lui Petre Năstase. Locația videoclipului este și ea specială – o imensă platformă petrolieră.
Pentru că munca la videoclip a însemnat un efort colectiv susținut, trupa Voltaj a dorit să împărtășească această experiență cu fanii și au inclus pe albumul 424 videoclipul și making of-ul acestuia.
A urmat single-ul „Noapte bună” în 2003. Tot în 2003, le apare și primul „Best of” în actuala componență, pentru ca anul urmator să apară Povestea oricui, reeditat în 2005 pe DVD.
Tot în 2005, a fost scos pe piață, Cartea Voltaj și Integrala Voltaj, un album cu cele mai bune piese din 1998 până în 2005.
Trupa a câștigat „Best Romanian Act” la MTV Europe Music Awards 2005.
Albumul Revelator a apărut pe piață în toamna anului 2006. Noutățile albumului constau într-un sound cu accente electro și o simbolistică puternică și atent definită în jurul căreia se regrupează toate elementele discului, începând de la titlu, mesaje și terminând cu grafica coperții.
Voltaj concertează pe 25 iunie la Sala Polivalentă din București în fața a 6.000 de fani. Evenimentul a marcat lansarea celui de-al optulea album din cariera Voltaj intitulat V8. Trupa avea să anunțe că acesta este ultimul album Voltaj, grupul alegând să lanseze exclusiv single-uri.
Pe 16 noiembrie 2010, trupa Voltaj a lansat împreună cu formatia Deepside Deejays un nou videoclip intitulat „I Wanna Be Free”.
Un an mai târziu, pe 8 decembrie 2011, trupa Voltaj revine cu un nou videoclip la piesa „Dă vina pe Voltaj”. Aceasta a fost urmată de alte melodii, cum ar fi „Ultima secundă” și „Lumea e a mea”.
Pe 30 mai 2012, Voltaj anunță lansarea celui de-al nouălea album din carieră, Dă vina pe Voltaj, care include și single-urile lansate din 2010 până la momentul apariției noului album: „Mi-e dor de...”; „I Wanna Be Free” (împreună cu Deepside Deejays).
Pe 8 iunie 2012, trupa Voltaj a câștigat premiul Romanian Music Awards 2012 pentru cea mai bună performanță live, la fel ca în anul 2011 la concursul Romanian Music Awards de la Brașov.
Pe 6 decembrie 2012, Bobby Stoica părăsește trupa Voltaj, în urma numeroaselor certuri cu Gabi „Porcus” Constantin, deținătorul brand-ului Voltaj, privind situația drepturilor de autor și a unui scandal în care a fost implicat basistul Valeriu „Prunus” Ionescu, acuzat în repetate rânduri de consum exagerat de alcool și comportament violent în public. Cu toate că mulți cunoscuți cunoșteau situația internă a trupei și faptul că Bobby Stoica este parte vătămată în litigiu, nu au fost reacții în presă. Din 2014, Răzvan Dincă & Asociații se ocupă de caz.

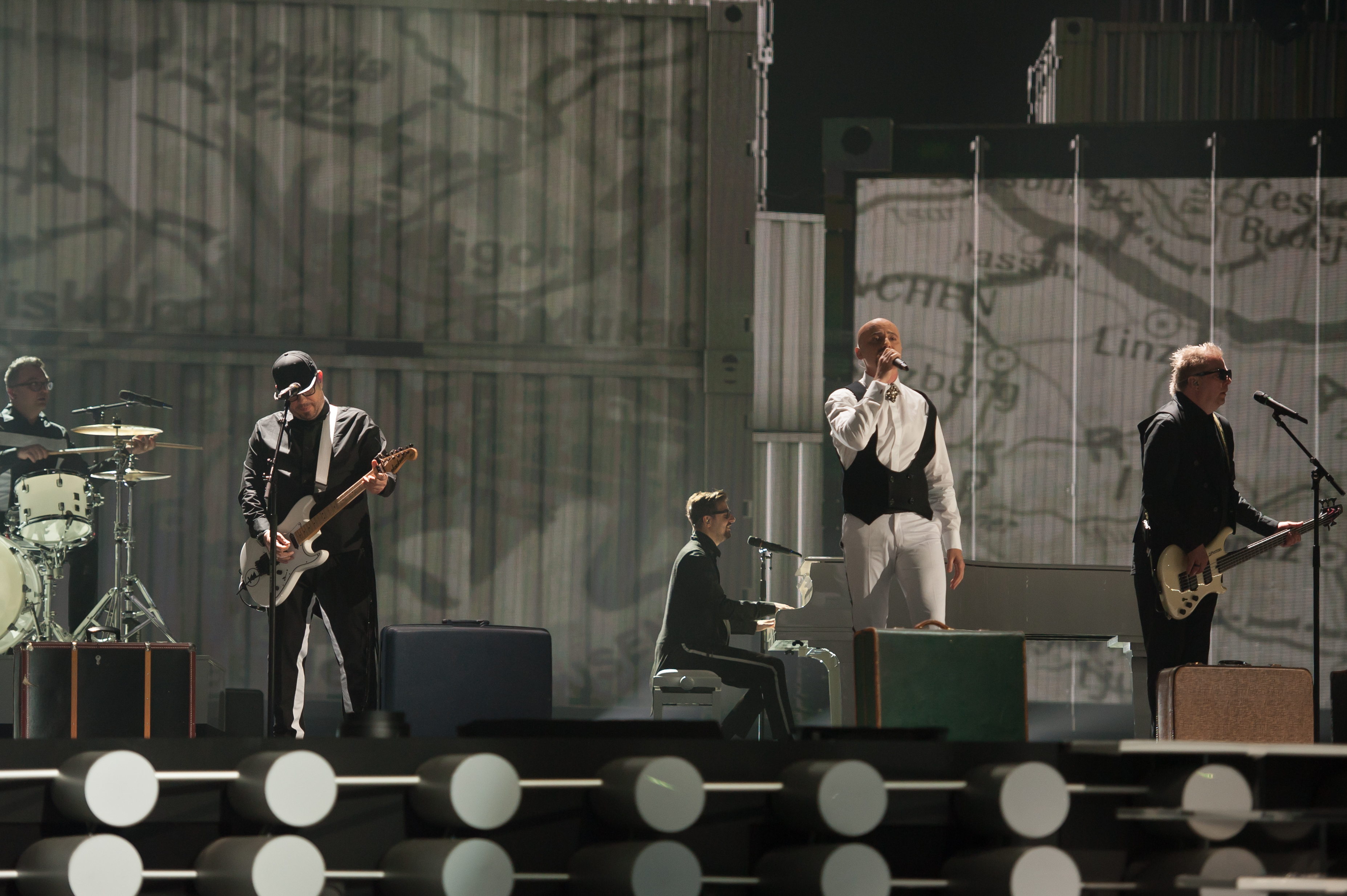
ESC 2015

În martie 2015 Voltaj câștigă Selecția Națională 2015 cu piesa „De la capăt”, urmând să reprezinte România la Concursul Muzical Eurovision 2015. În finala preselecției, trupa a obținut atât cele mai multe voturi de la public (4.707 voturi), cât și cel mai mare punctaj de la juriu (12 puncte). După aflarea învingătorilor au început să apară unele controverse, printre care și o acuzație de plagiere a piesei, după Delirous – „I Could Sing for Your Love Forever”, dar și faptul că melodia „De la capăt” ar avea 3:20 minute, iar regulamentul EBU stipulează clar că nicio piesă care ajunge în finală nu trebuie să depășească durata de trei minute fix. Situația legată de lungimea piesei a fost clarificată ulterior. Șefa delegației Eurovision în România, Liana Stanciu, a spus că trupa Voltaj nu a încălcat regulamentul: „Piesa nu a încălcat niciun regulament. Are fix 3 minute, dar show-ul de televiziune a fost mai lung, ceea ce nu încalcă niciun regulament. Interpretarea trebuie să aibă până în 3 minute, or, punerea în scenă, show-ul, este un act regizoral.” Reprezentanții TVR au declarat: „Momentul alocat trupei Voltaj a fost de 3:17 minute. Interpretarea efectivă a piesei «De la capăt», însă, a durat 2:59 minute, durată ce se încadrează în cerințele regulamentului. Interpretarea melodiei a fost precedată de o punere în scenă pentru ca telespectatorii să beneficieze de un show de televiziune.”

## Discografie
Perioada hard rock & heavy metal
- „Nori de hârtie”, „Aceasta-i întrebarea” (înregistrări în studioul Radio România, 1983)
- „Lumina”, „Mimi (parodie în Re major)” (înregistrări în studioul muzical TVR, februarie 1986)
- „Lumina” (înregistrare live la Sala Victoria, Teatrul Tănase, 4 mai 1987)
- „Arc peste timp”, „Zi de zi”, „Voi fi din nou al tău”, „În calea norilor”, „Tu, doar tu”, „Alerg” (înregistrări pe bandă de magnetofon, iulie 1987)
- „Cenușă și diamant”, „Ochii tăi” (înregistrări în studioul muzical TVR, ianuarie 1989)
- „Nori de hârtie / Alerg” (înregistrare live la Teatrul Ion Creangă, 1989)
- „Marea e un dar” (înregistrare în studioul muzical TVR, ianuarie 1990)
- „Erou, erou” (înregistrare în studioul muzical TVR, toamna lui 1990)
- „Un vis / De ce nu-mi vii” (înregistrare live la Festivalul de Rock Arad, 1991)
- „Nori de hârtie”, „Lumina” (înregistrări incluse pe compilația Unplugged România, East&Art, 1996)
- „Tot mai sus” (înregistrare ce nu a intrat pe albumul Pericol de moarte, 1996)
- Pericol de moarte (album, Cardinal '93 & Roton, 1996)

Perioada electro & pop-rock
- Asta-i viața (maxi-single, Roton, 1999)
- Risk Maxim 2 (album, Roton, 1999)
- Bungee (album, Roton, 2000)
- 3D (album, Cat Music, 2001)
- 3D (maxi-single, Cat Music, 2001)= No1 în RT100
- 20 (maxi-single, Cat Music, 2001)= No1 în RT100
- ...Tu (maxi-single, Cat Music, 2002)= No1 în RT100
- 424 (album, Cat Music, 2002)
- Scrisoare (maxi-single, Cat Music, 2002)
- Noapte bună (maxi-single, Cat Music, 2003)
- Best of Voltaj (compilație, Cat Music, 2003)
- Și ce? (maxi-single, Cat Music, 2004)= No1 în RT100
- Povestea oricui (maxi-single, Cat Music, 2004)= No1 în RT100
- Povestea oricui (album, Cat Music, 2004)
- Integrala Voltaj (compilație+carte, Cat Music, 2005)
- Remix (compilație, Cat Music, 2005)
- Doza ta de muzică Voltaj (compilație promo, Cat Music & Golden Bräu, 2006)
- Revelator (album, Cat Music, 2006)
- V8 (album, Cat Music, 2010)
- Dă vina pe Voltaj (album, Cat Music & Gazeta Sporturilor, 2012)
- De la capăt / All Over Again (maxi-single, Cat Music, 2015)
- Din toată inima (single, 2015)
- Kori Gent (single, 2016)
- X (album, Cat Music, 2016)
- Ca la 20 de ani (album, Cat Music, 2019)